# Bohemia
Bohemia (en checo y eslovaco, Čechy; en alemán: Böhmen; en polaco: Czechy) es una de las tres regiones históricas que integran la República Checa, junto con Moravia y la Silesia checa. Bohemia tiene 52 768 km² de superficie y su capital es Praga. La lengua mayoritaria es el checo y la religión predominante, el catolicismo.[cita requerida]

## Situación geográfica
Bohemia limita al norte con Polonia; al este, con las regiones de Moravia y Silesia; al sur, con Austria, y al oeste y noroeste, con Alemania.
Bohemia tiene una superficie de 52 768 km² y su población hoy en día es de 6,25 millones de los 10,3 millones de habitantes de la República Checa. Las fronteras están delimitadas por cordilleras: las montañas de los Gigantes, la selva de Bohemia y los montes Metálicos (en alemán, Erzgebirge o, en checo, Krušné hory).
Los principales ríos son el Elba (conocido localmente como Labe) y sus afluentes, el Moldava y el Ohře.

## Economía
La industria, la agricultura y la minería son las principales actividades económicas de la región. Los cultivos más importantes son los de maíz, trigo, vid y lúpulo. Sus industrias producen automóviles, hierro y acero, productos químicos, maquinaria, textiles y comestibles.
Los centros industriales más relevantes son Mladá Boleslav, Vrchlabí, Praga, Pilsen y Liberec, pero, como en toda Europa, la industria se concentra en zonas industriales fuera de los centros de la industria tradicional. Además, Bohemia posee importantes yacimientos de carbón, depósitos de grafito y minas de mineral de hierro, plata y uranio.

## Historia
El nombre de Bohemia deriva de los boyos, un pueblo celta que habitaba aquella zona alrededor del siglo V a. C. Los boyos se mezclaron con los marcomanos hacia el siglo I d. C.; también formó parte del Imperio romano. Entre los siglos V y VIII, llega a Bohemia el pueblo actual, los eslavos.

### Ducado de Bohemia (c. 870-1198)
Durante el siglo IX, el cristianismo fue introducido en la región, que por entonces formaba parte de la Gran Moravia. La primera dinastía bohemia, la familia de los Přemyslidas, se hizo con el poder en el siglo X.
En el año 950, Bohemia fue obligada a reconocer la supremacía alemana y se convirtió en parte del Sacro Imperio Romano Germánico.

### Reino de Bohemia (1198-1437)
En 1212, el emperador Federico II crea el Reino de Bohemia por medio de la Bulla Aurea de Sicilia. Desde 1310 hasta 1437, el país fue gobernado por la casa de Luxemburgo.
Durante la última etapa de este periodo, los husitas, grupo religioso bohemio que se parecía en muchos aspectos a los protestantes del siglo XVI, se rebelaron contra la Iglesia católica. Esto trajo consigo la necesidad de una intervención internacional y un largo periodo de guerras, las guerras husitas. Los bohemios aceptaron un acuerdo mutuo con la Iglesia en el año 1436.

### Reino de Bohemia, con la casa de Habsburgo (1437-1918)
La mayoría de las cuestiones políticas y religiosas implicadas en la lucha quedaron sin solucionar, pero el movimiento husita estimuló sentimientos nacionalistas entre los bohemios, lo que supuso un freno a la inicial tendencia hacia la germanización.

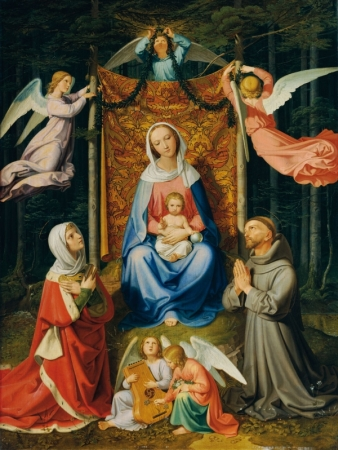
Joseph von Führich, Waldesruh, 1835.

Entre 1471 y 1526, Bohemia fue gobernada por un linaje de reyes húngaros. Durante este periodo, la situación religiosa fue tensa pero no estallaron conflictos significativos.
En 1526, Fernando I, de la Casa de Habsburgo, fue elegido Rey de Hungría y Bohemia. Bajo el mandato de esta dinastía, que se prolongó hasta 1918, la historia de Bohemia estuvo unida a la de Austria.
Durante la Reforma (1517-1648), los Habsburgo católicos reprimieron el creciente movimiento protestante en Bohemia. El episodio conocido como la Defenestración de Praga, en el que los checos, furiosos, arrojaron a dos representantes de los Habsburgo por la ventana, fue la causa inmediata de la revuelta bohemia, y por ende de la guerra de los Treinta Años (1618-1648). La batalla de la Montaña Blanca (1620) supuso la derrota de los rebeldes bohemios, que fue seguida de la implacable erradicación del protestantismo, la supresión de los privilegios nacionales y el uso obligado del alemán como lengua oficial.
Las reformas de José II, que reinó entre 1765 y 1790, trajeron consigo un renacimiento de los sentimientos nacionalistas en Bohemia. Después de 1848, año en el que se sofocó una rebelión nacionalista, continuó la lucha por la autonomía checa dentro del Imperio austrohúngaro.

### Provincia de Checoslovaquia (1918-1993)
Tras el derrumbe del Imperio tras la Primera Guerra Mundial y la creación de Checoslovaquia en 1918, Bohemia se convirtió en provincia.
En marzo de 1939, los nazis alemanes crearon el Protectorado de Bohemia y Moravia después de la ocupación militar de Checoslovaquia. Al terminar la Segunda Guerra Mundial, volvió a integrarse en Checoslovaquia. El 1 de enero de 1993, Bohemia pasó a formar parte de la República Checa.

### Englobada en Chequia (desde 1993)
En 1989, mediante la llamada Revolución del Terciopelo, Checoslovaquia se convirtió en una república parlamentaria. En la consolidación de la república se plantearon distintas soluciones para su organización territorial, desde una república federal fuerte a una mera confederación, que sobre todo era preferida por Eslovaquía. Finalmente, el 17 de julio de 1993 el parlamento de Eslovaquía decidió su independencia, que fue aceptada 6 días después por Chequia en la reunión de Bratislava.